# Обединена партия на ромите в Македония
Обединената партия на ромите в Македония (на македонска литературна норма: Обединета партија на Ромите во Македонија) е политическа партия в Северна Македония. На изборите от 15 септември 1992 г. печели 1 депутатско място като част от коалицията Заедно за Македония, която е с водещото участие на Социалдемократическия съюз на Македония и Либерално-демократическата партия.